# Stridsfordonsförare

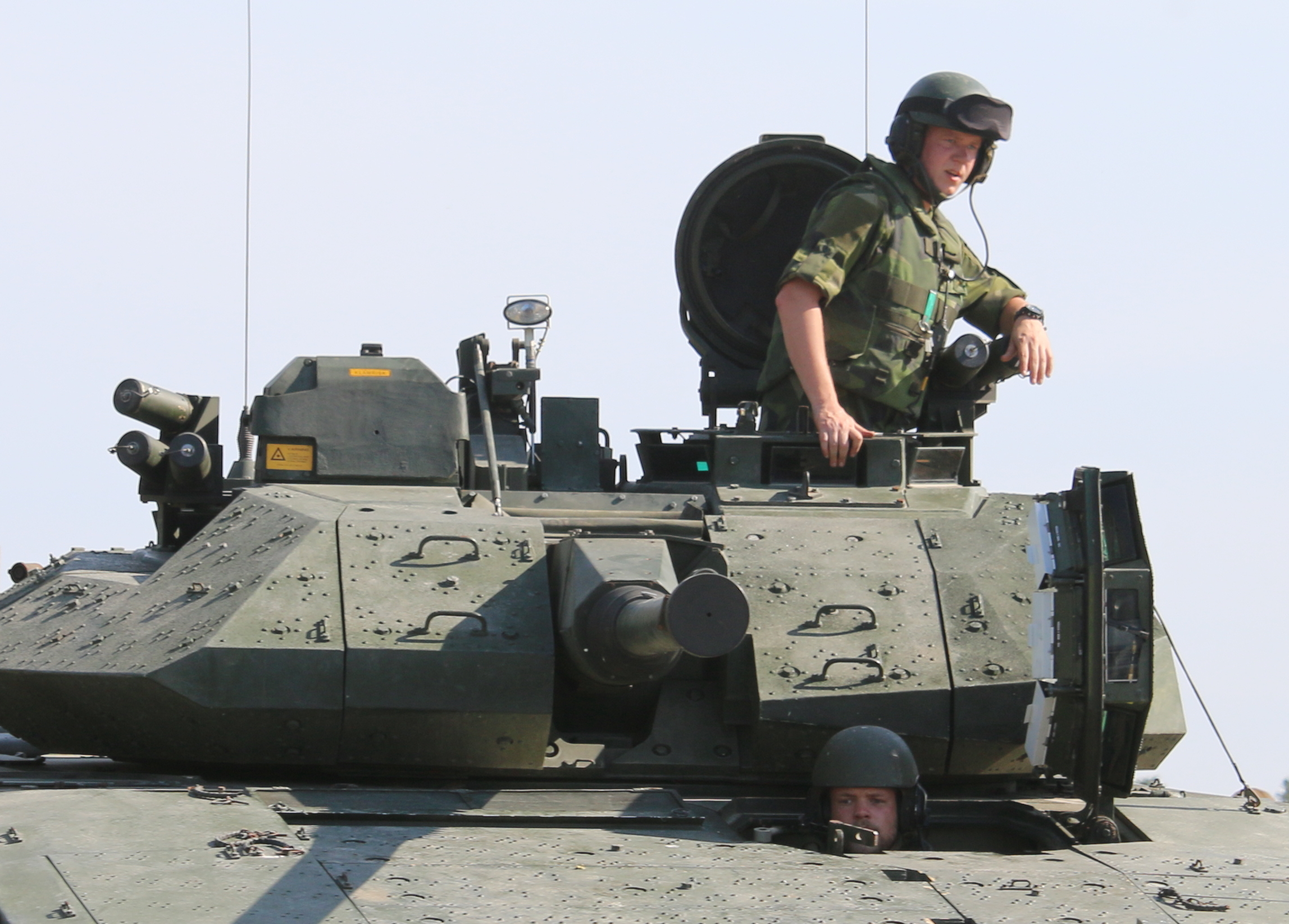
Stridsfordon 9040 med fordonschef och förare

Stridsfordonsförare (GC901) är inom Försvarsmakten en befattning inom armén. Befattningen innebär att i krig vara förare i en enhet utrustad med stridsvagn, pansarskyttefordon, robotpansarbandvagn eller bandkanon.